# 경험적 치료
경험적 치료(empiric therapy, empirical therapy)는 경험에 기반을 둔 의학적 치료 요법으로, 더 구체적으로 말하자면 완벽한 정보를 알지 못한 채 임상적으로 알려진 바에 따라 추측하여 시작하는 치료를 말한다. 따라서 경험적 치료는 확진 판정을 받기 전이나 병의 원인, 발병기전이나 치료의 기전을 완전히 이해하지 못했을 때 시행된다.
경험적 항생제 치료는 감염병이 있을 때, 원인인 세균이나 진균을 정확히는 알지 못하지만 가장 가능성이 높은 원인 병원체를 치료하기 위해 시행한다. 원인 병원체를 알아냈다면 그때부터의 치료는 그 원인에 맞추어 시행한다. 감염에 최대한 빨리 대처하는 것은 패혈증이나 세균성 수막염 등 감염의 심각한 합병증 위험을 줄이는 데에 중요하다.

## 경험적 항생제 치료
경험적 항생제 치료(empiric antimicrobial therapy)는 일반적으로 세균의 경우 그람 양성균과 음성균 모두를, 또는 어느 한쪽을 광범위하게 치료 가능한 항생제를 이용한다. 혈액 배양 검사 등을 통해 더 많은 정보를 알아냈다면 병의 원인 병원체에 더 특이적인, 좁은 범위의 항생제로 치료를 바꿀 수 있다. 경험적 항생제 치료에서는 환자의 나이, 면역 상태, 동반 질환, 특정 병원체의 가능성, 좋지 않은 결과의 위험 등을 복합적으로 고려해야 한다. 예를 들어 중환자실에 입원한 환자에서는 병원감염성 폐렴이 발병할 수 있다. 병원감염성 폐렴의 경우 지역사회획득 폐렴과 그 원인균이나 항생제 감수성이 다를 수 있다.
항생제를 투여하기 전 우선 감염된 신체 부위에서 표본을 얻는 것이 좋다.